# Kamakiriad
Kamakiriad is het tweede studioalbum van Donald Fagen als soloartiest. Het werd in 1993 uitgebracht.  

## Inleiding
Hij nam het op in dezelfde stilteperiode van "zijn" band Steely Dan, waarin hij The Nightfly opnam. Wel betekende het een vernieuwde samenwerking met zijn vaste collega uit genoemde band: Walter Becker. In wezen is het een opvolger van genoemde The Nightfly; het heeft een centraal thema in de Kamakiriad. Het is een door Fagen bedacht toekomstig vervoermiddel in de vorm van een kleine biosfeer gegoten in een auto. Er is een hydroponische tuin voor voedsel en het wordt geleid door Tripstar, communicatiesatelliet (songtekst van Trans-island skyway). Het zou er rond het jaar 2000 moeten zijn. De combinatie Becker en Fagen schreef voor dit album weer gezamenlijke een lied in Snowbound. De meeste opnamen vonden plaats in River Sound, New York met aanvullende opnamen in Hawaï en in New York. Geluidstechnicus was opnieuw Roger Nichols. Het album was opgedragen aan Dorothy White (Dotty), een vroegere vriendin van Fagen en hoesontwerpster van Countdown to ecstacy en Katy  Lied van Steely Dan.
Het werd genomineerd voor Grammy Award voor Album of the Year 1994, maar legde het af tegen de soundtrack van The Bodyguard. De waardering voor het album was ongeveer gelijk aan die voor The Nightfly. In Nederland vond men het wel vakwerk en een typisch album van Steely Dan, maar die stijl was door de tijd een beetje ingehaald.
In de Billboard 200 haalde het een 10e plaats, in Engeland een derde. In de Nederlandse Album Top 100 stond het zeventien weken genoteerd met als hoogste positie een dertiende plaats.
Ter promotie van het album gingen Fagen en Becker vanaf 1994 weer als Steely Dan optreden.

## Personeel
- zang, toetsinstrumenten: Donald Fagen
- basgitaar, lead gitaar: Walter Becker
- gitaar: Georg Wadenius
- hammond orgel: Paul Griffin

gastmuzikanten
- drumstel: Leroy Clouden (tracks 3, 5, 8), Christopher Parker (1, 2, 6, 7), Dennis McDermott (4)
- percussie: Bahiri Johnson, Leroy Clouden
- tenorsaxofoon: Cornelius Bumpus (met soli in 6 en 7); Illinois Elohainu (schuilnaam voor Fagen op synthesizersax, solo in 2); tenorsaxofoon en fluit: Lawrence Feldman;  tenorsaxofoon en fluit: Dave Tofani
- baritonsaxofoon: Ronnie Cuber, Roger Rosenberg
- trompet, flugelhorn: Randy Brecker, Alan Rubin
- trombone: Birch Johnson (solo in 8), Jim Pugh
- altsaxofoon, dwarsfluit en klarinet: Lou Marini
- achtergrondzang: Frank Floyd, Diane Garisto, Amy Helm, Mindy Jostyn, Brenda King, Curtis King, Jenni Muldaur, Angela Clemmons-Patrick, Katherine Russell, Dian Sorel, Fonzie Thornton.

## Muziek
| Nr. | Titel                             | Duur |
| --- | --------------------------------- | ---- |
| 1.  | Trans-island highway (Fagen)      | 6:30 |
| 2.  | Countermoon (Fagen)               | 5:05 |
| 3.  | Springtime (Fagen)                | 5:06 |
| 4.  | Snowbound (Fagen, Becker)         | 7:08 |
| 5.  | Tomorrow’s girls (Fagen)          | 6:17 |
| 6.  | Florida room (Fagen, Libby Titus) | 6:02 |
| 7.  | On the dunes (Fagen)              | 8:07 |
| 8.  | Teahouse in the tracks (Fagen)    | 6:09 |

Bij heruitgaven werd het album soms uitgebreid met bonustracks. Libby Titus was destijds getrouwd met Fagen.